# Il mistero delle cattedrali
(Fulcanelli, Il mistero delle cattedrali, incipit della Conclusione, traduzione di Paolo Lucarelli)
Il mistero delle cattedrali (Le Mystère des cathédrales), scritto nel 1922 e pubblicato nel 1926 a Parigi sotto lo pseudonimo di "Fulcanelli", è un testo che intende offrire una chiave di lettura per i classici dell'alchimia.

## Storia editoriale
Secondo quanto attesta Eugène Canseliet nella prefazione alla seconda edizione del 1957, l'autore avrebbe composto il testo nel 1922 e sarebbe scomparso prima che fosse stato dato alle stampe. Una seconda edizione uscì in Francia nel 1957 e una terza nel 1964, a cui ne seguirono molte altre.
In Italia la prima edizione apparve nel 1972 per le Edizioni Mediterranee di Roma, più volte ristampata. Nel 2005 uscì una nuova edizione, tradotta e annotata da Paolo Lucarelli, con le riproduzioni delle tavole originali di Julien Champagne.

## Contenuto
Il saggio si divide in cinque sezioni (Il mistero delle cattedrali, Parigi, Amiens, Bourges, La croce ciclica di Hendaye) e una conclusione.

### Il mistero delle cattedrali
L'autore inizia col rievocare la forte impressione che provocò in lui, fin da bambino, la vista delle cattedrali gotiche. Passa quindi ad analizzare il significato di certe usanze medievali, religiose o pseudo-tali, che appaiono bizzarre o incomprensibili agli occhi degli osservatori moderni, ma che riacquistano il loro significato se viste in un'ottica ermetica ed esoterica.
Basandosi su quella che chiama cabala fonetica, fa derivare l'espressione "arte gotica" non dall'aggettivo gotico nel senso deteriore di "barbaro", ma da art goth e quindi da argot, come a rimarcare la sua derivazione da una lingua segreta nota solo agli iniziati, che avrebbe ispirato le decorazioni scultoree delle chiese medievali, sotto forma d'immagini allegoriche. Elementi architettonici come i rosoni e decorazioni pavimentali come i labirinti sono parimenti ricondotti a una simbologia esoterica.
La figura della Madonna col Bambino (e specialmente la Madonna Nera) è fatta discendere dall'immagine di Iside che allatta il figlio Horus, mentre quella di san Cristoforo è considerata simboleggiare il ricercatore alchimista.

### Parigi
L'autore passa in rassegna un gran numero d'immagini a bassorilievo della facciata della cattedrale di Notre-Dame di Parigi, dando a ciascuna di esse un'interpretazione allegorica in senso alchemico, portando a suffragio delle citazioni delle sacre scritture ebraiche e cristiane, di autori della classicità e opere di alchimisti. Vi è poi un accenno alla simbologia presente nelle vetrate della Sainte-Chapelle.

### Amiens
Dopo aver notato le somiglianze delle figurazioni presenti sulla cattedrale di Amiens con quelle di Parigi, ci si sofferma su quelle maggiormente differenti.

### Bourges
L'autore si sofferma su due dimore patrizie della città di Bourges, il palazzo Jacques Cœur e l'hotel Lallemant, nei quali identifica molte decorazioni di carattere allegorico-alchemico, sostenendo per questo che i loro antichi proprietari dovessero praticare l'alchimia. Del secondo edificio, in particolare, analizza l'ambiente della cappella privata, che contiene l'iconografia della leggenda di san Cristoforo.

### La croce ciclica di Hendaye
Si analizza la croce eretta a Hendaye, una cittadina dei Paesi Baschi francesi, a cui è attribuito un significato millenaristico, come per ricordare la distruzione del mondo per mezzo del fuoco e la sua successiva rinascita di cui si legge nel libro dell'Apocalisse e per indicare, forse, una possibile via di scampo.

### Conclusione
L'autore si augura che la sua opera possa essere d'aiuto a chi vuole accostarsi senza pregiudizi all'alchimia ed esorta il lettore che vi si voglia cimentare ad essere rigoroso e scrupoloso nella sua ricerca, congedandosi con quattro parole d'ordine: SAPERE – POTERE – OSARE – TACERE.

## Edizioni
- (FR) Fulcanelli, Le Mystère des cathédrales et l'interprétation ésotérique des symboles hermétiques du Grand-Oeuvre, illustrazioni di Julien Champagne, prefazione di Eugène Canseliet, Paris, Jean Schemit, 1926.
- Fulcanelli, Il mistero delle cattedrali, traduzione di Ferruccio Ledvinka, con tre prefazioni di Eugène Canseliet, Roma, Edizioni Mediterranee, 1972.
- Fulcanelli, Il mistero delle cattedrali, traduzione di Ferruccio Ledvinka, con tre prefazioni di Eugène Canseliet, Roma, Edizioni Mediterranee, 1988.
- Fulcanelli, Il mistero delle cattedrali, traduzione di Ferruccio Ledvinka, con tre prefazioni di Eugène Canseliet, Roma, Edizioni Mediterranee, 1996, ISBN 88-272-0308-7.
- Fulcanelli, Il mistero delle cattedrali, a cura di Paolo Lucarelli, traduzione di Paolo Lucarelli, illustrazioni di Julien Champagne, con tre prefazioni di Eugène Canseliet, Roma, Edizioni Mediterranee, 2005, ISBN 88-272-1783-5.